# Turbonilla fasciata
Turbonilla fasciata is een slakkensoort uit de familie van de Pyramidellidae. De wetenschappelijke naam van de soort is voor het eerst geldig gepubliceerd in 1840 door Alcide d'Orbigny.